# The Terminal
Xin đọc về các nghĩa khác tại Terminal (định hướng).
The Terminal là phim sản xuất năm 2004 thuộc thể loại phim hài dựa theo truyện của Andrew Niccol và Sacha Gervasi. Bộ phim do Steven Spielberg làm sản xuất và đạo diễn, với các diễn viên chính là Tom Hanks và Catherine Zeta-Jones. Bộ phim nói về một người đàn ông phải sống trong Sân bay quốc tế John F. Kennedy (cảnh trí trong phim giống với nhà ga số 4) khi anh ta bị từ chối nhập cảnh vào Hoa Kỳ và cũng không thể trở về quê hương do ở đó đang diễn ra một cuộc đảo chính.
Câu chuyện của phim được dựa một phần trên câu chuyện của Merhan Karimi Nasseri, một người tị nạn Iran sống ở nhà ga số 1 của Sân bay quốc tế Charles-de-Gaulle gần Paris từ năm 1988 khi giấy tị nạn của anh ta bị đánh cắp cho đến năm 2006 khi anh ta phải nhập viện vì bị bệnh.. Một bộ phim khác năm 1993 Lost in Transit (Tombés du ciel), cũng có nội dung tương tự và diễn ra ở sân bay của Paris.

## Nội dung phim
Viktor Navorski (Tom Hanks), một người đàn ông từ nước giả tưởng Krakozhia đáp xuống Sân bay quốc tế John F. Kennedy của New York City, nhận ra rằng trong chuyến bay, chính phủ của nước anh ta đã bị lật đổ bởi những kẻ nổi loạn. Hoa Kỳ không công nhận chính phủ mới của Krakozhia, việc đó làm cho hộ chiếu của anh ta bị mất giá trị, và do đó anh ta bị mắc kẹt tại phòng chờ sân bay JFK. Chín tháng tiếp theo, Viktor bị buộc phải sống trong phòng chờ máy bay, không thể đặt chân vào Hoa Kỳ cũng như không thể về nhà. Anh ta đã kết bạn với các nhân viên ở sân bay, bao gồm nữ tiếp viên Amelia Warren (Catherine Zeta-Jones), trong khi vẫn bị theo dõi bởi Giám đốc phòng nhập cảnh Frank Dixon (Stanley Tucci), người muốn "Vấn đề Navorski" bị loại bỏ khỏi sân bay.
Một ngày, Viktor giải thích với Amelia rằng mục đích của chuyến viếng thăm New York City là để thu thập chữ kí của nghệ sĩ  tenor saxophone Benny Golson. Người cha quá cố của anh, là một người yêu nhạc jazz. Ông phát hiện ra bức ảnh "Great Day in Harlem" trên một tờ báo tiếng Hungarian năm 1958, và hứa sẽ thu thập chữ ký của tất cả 57 nghệ sĩ nhạc jazz có mặt trong bức ảnh. Trong 40 năm tiếp theo, ông đã cố gắng để thu thập tất cả chữ ký của các nghệ sĩ, trừ một người: Benny Golson. Viktor muốn thu thập chữ ký cuối cùng để hoàn thành nguyện ước của cha anh.
Sau 9 tháng, các bạn của Viktor đánh thức anh và báo tin chiến tranh ở Krakozhia đã kết thúc, và anh ấy có thể được xác nhận thị thực để rời sân bay. Nhưng Dixon vẫn không cho Viktor nhập cảnh vào Hoa Kỳ. Amelia tiết lộ rằng cô sẽ hỏi 'bạn' của cô, thực chất là một nhân viên chính phủ đã có vợ, người mà cô đã có quan hệ tình cảm trong thời gian dài, để giúp Viktor có thị thực khẩn cấp một ngày, giúp anh ta hoàn thành ước nguyện, nhưng Viktor thất vọng vì nhận ra rằng cô đã nối lại quan hệ với người đàn ông kia trong quá trình cô hỏi để giúp Viktor.
Vấn đề thêm phức tạp khi, đáng ra Dixon cần phải ký lệnh cho phép Viktor có quyền được lưu lại Hoa Kỳ, nhưng anh ta lại không làm, thay vào đó lại quyết định trục xuất Viktor. Anh ta đe dọa Viktor nếu anh không về nhà ngay lập tức, anh ấy sẽ gây rắc rối cho bạn bè của anh ấy, nặng nhất là nhân viên lau dọn Gupta sẽ bị trục xuất về Ấn Độ để đối mặt với tội hành hung một sĩ quan cảnh sát. Không muốn những điều đó diễn ra, Viktor đồng ý quay trở về nhà. Khi Gupta biết điều này, ông ta chạy đến trước chiếc máy bay đưa Viktor về Krakozhia, làm cho chuyến bay bị hoãn, cảnh sát sẽ bắt ông và trục xuất ông về nước.
Với gánh nặng về Gupta được gỡ bỏ và chuyến bay bị trì hoãn, Viktor có đủ thời gian để rời sân bay. Dixon ra lệnh cho các nhân viên an ninh bắt anh ta lại nhưng họ chống đối và để anh ta rời khỏi sân bay. Khi Viktor chuẩn bị bắt một chiếc taxi tới Ramada Inn, 161 Đại lộ Lexington, ở New York, nơi Benny Golson biểu diễn, anh ta thấy Amelia đang đi ra từ một xe taxi khác, cô cười với anh với vẻ tiếc nuối. Viktor tham dự vào buổi biểu diễn và thu thập được chữ ký, cuối cùng đã hoàn thành bộ sưu tập. Cuối cùng, Viktor bắt một chiếc taxi và nói với người tài xế rằng anh muốn về 'nhà'.

## Krakozhia
Krakozhia (Кракозия hay Кракожия) là một nước giả tưởng được tạo ra cho bộ phim, khá giống với một nước cộng hòa Xô viết cũ hoặc một nước Đông Âu. Vị trí chính xác của Krakozhia rất mơ hồ trong phim, tuy nhiên trong một cảnh mà bản đồ của Krakozhia được hiển thị trên bản tin, biên giới của nước đó là Bắc Macedonia (hay Cựu Cộng hòa Nam Tư Macedonia vào lúc bộ phim này được phát hành). Từ 16 tháng 1 năm 2004 tới tháng 11 năm 2004 nước này nằm trong một cuộc đảo chính. Khi chiến tranh bắt đầu, Tổng thống nước này bị bắt làm con tin. Một chế độ mới được tạo lập, điều này làm cho hộ chiếu và thị thực của Viktor bị mất giá trị và Hoa Kỳ không công nhận chính phủ mới của Krakozhian. Do vậy, Viktor phải ở trong phòng chờ sân bay trong chín tháng, sau đó khi hoà bình được lập lại ở Krakozhia thì Viktor lại có thể quay về quê hương.
John Williams. nhà soạn nhạc của phim, còn viết cả quốc ca cho Krakozhia.
Nhân vật Viktor Navorski nói tiếng Bulgaria như tiếng bản địa Krakozhia, nhưng trong một cảnh quay anh ta giúp đỡ một vị khách nói tiếng Nga, anh ta nói một thứ tiếng được sáng tạo ra dựa trên ngữ tộc Slav, kết hợp giữa tiếng Bulgaria và tiếng Nga. Khi Viktor mua hai cuốn sách giống nhau trong sân bay được viết bằng tiếng Anh và tiếng Krakozhia để học tiếng Anh, cuốn sách tiếng Krakozhia được viết bằng tiếng Nga.

## Các vai và tính cách nhân vật
- Tom Hanks trong vai Viktor Navorski – một người khách từ Krakozhia bị mắc kẹt tại và phải sống ở phòng chờ của Sân bay quốc tế John F. Kennedy, không thể đặt chân vào Hoa Kỳ cũng như quay trở về quê hương.
- Catherine Zeta-Jones trong vai Amelia Warren – một nữ tiếp viên 39 tuổi của hãng hàng không United Airlines, bắt đầu sự nghiệp lúc 18 tuổi. Trong bảy năm, cô đã có quan hệ tình cảm với Max, một người đàn ông đã có vợ.

Ngoài ra còn có các diễn viên:
- Stanley Tucci trong vai Frank Dixon, Giám đốc phòng nhập cảnh
- Chi McBride trong vai Joe Mulroy, bạn của Viktor
- Diego Luna trong vai Enrique Cruz, bạn của Viktor
- Kumar Pallana trong vai Gupta Rajan, bạn của Viktor
- Barry Shabaka Henley trong vai sĩ quan Thurman, người tiếp nhận trường hợp của Viktor, cũng là người tiễn anh ra khỏi sân bay
- Zoe Saldana trong vai Dolores Torres, nhân viên cấp thị thực, người mà Viktor gặp nhiều lần để xin thị thực (dù biết không được) nhưng mục đích chính là giúp Enrique tán tỉnh và cầu hôn cô

Và nhiều diễn viên khác.

## Địa điểm làm phim
Phim được quay trong một xưởng máy bay ở sân bay khu vực Palmdale, Palmdale, California và nhà ga bên trong được dựa trên sân bay Düsseldorf ở Đức.

## Các công ty sản xuất
- DreamWorks SKG
- Amblin Entertainment
- Parkes/MacDonald Productions